# 阪本昌成
阪本 昌成（さかもと まさなり、1945年8月2日 - ）は、日本の憲法学者、弁護士。古典的自由主義者。オーストリア学派やリバタリアニズムに近い憲法学説で知られる。
学位は法学博士（京都大学・論文博士）。広島弁護士会所属。広島大学教授、広島大学法学部長、九州大学教授、立教大学教授・近畿大学教授を歴任。

## 経歴
広島市出身。原爆投下の4日前に生まれたが、母親が県北へ疎開していたため、被災は免れた。1964年3月、広島大学教育学部附属高校卒業。同じく憲法学者の辻村みよ子と長谷部恭男は、広島大学附属高校の後輩である。
1968年3月、広島大学政経学部（現・法学部）卒業。1970年3月、神戸大学大学院法学研究科修士課程修了。1970年5月、京都大学大学院法学研究科博士課程中退。1985年10月、京都大学法学博士。学位論文は「プライヴァシーの権利」。
1970年6月、神戸大学法学部助手。1972年3月、広島大学政経学部助手1973年4月、広島大学政経学部講師。1976年8月から1977年7月までフルブライト奨学生としてコロンビア・ロー・スクール客員研究員。1977年4月、広島大学政経学部助教授。1976年8月から1978年6月まで、ACLS（アメリカ学術振興会）奨学生としてUCLAロー・スクール客員研究員。1977年5月、広島大学法学部助教授（改組による）。
1984年1月、広島大学法学部教授。1995年4月から1997年3月まで広島大学評議員。1997年4月から1999年3月まで広島大学法学部第二部主事。1999年4月から2001年3月まで広島大学評議員。
2001年4月から2004年3月まで、広島大学法学部長。
2004年7月、九州大学大学院法学研究院教授。2008年04月 - 立教大学法学部教授。2011年04月 - 近畿大学大学院法務研究科教授。
2015年3月、弁護士登録、阪本・手島・北村法律会計事務所開設。
2016年3月、近畿大学定年退職。

## 学説・主張
- 自らを古典的自由主義者と称し、ハイエクに代表されるオーストリア学派の社会理論に強い影響を受けていると述べている[3]。憲法学界の通説に対して批判的な立場をとることもある[3]。
- 選択的夫婦別姓制度導入に賛同する。「自由というものは選択肢の幅が広ければ広いほどいい。」と述べ、「夫婦別姓にすれば家庭が崩壊するおそれがあるという反対は、論証のない事柄でもっての反対で反対の論拠として非常に弱く、まったく信用ならない主張」と反対派を批判する[3]。

## 著書

### 単著
- 『プライヴァシー権論』（日本評論社、1986年）ISBN 4-535-57597-5
- 『ベーシック憲法――憲法学の基礎とその周辺』（弘文堂、1989年）ISBN 4-335-31102-8
- 『コミュニケイション行為の法』（成文堂、1992年）ISBN 4-7923-0199-8
- 『憲法理論Ⅰ』（成文堂、1993年）ISBN 4-7923-0211-0
- 『憲法理論Ⅱ』（成文堂、1993年）ISBN 4-7923-0223-4
- 『憲法理論Ⅲ』（成文堂、1995年）ISBN 4-7923-0241-2
- 『憲法理論Ⅰ（第2版）』（成文堂、1997年）ISBN 4-7923-0255-2
- 『リベラリズム / デモクラシー』（有信堂高文社、1998年）ISBN 4-8420-1034-7
- 『憲法2――基本権クラシック』（有信堂高文社、1999年）ISBN 4-8420-1035-5
- 『憲法理論Ⅰ（第3版）』（成文堂、1999年）ISBN 4-7923-0299-4
- 『「近代」立憲主義を読み直す――フランス革命の神話』（成文堂、2000年）ISBN 4-7923-0319-2
- 『憲法理論Ⅰ（補訂第3版）』（成文堂、2000年）ISBN 4-7923-0311-7
- 『憲法1――国制クラシック』（有信堂高文社、2000年）ISBN 4-8420-1036-3
- 『憲法2――基本権クラシック（第2版）』（有信堂高文社、2002年）ISBN 4-8420-1046-0
- 『憲法1――国制クラシック（第2版）』（有信堂高文社、2004年）ISBN 4-8420-1053-3
- 『リベラリズム / デモクラシー（第2版）』（有信堂高文社、2004年）ISBN 4-8420-1054-1
- 『法の支配――オーストリア学派の自由論と国家論』（勁草書房、2006年）ISBN 4-326-40237-7
- 『憲法2――基本権クラシック（全訂第3版）』（有信堂高文社、2008年）ISBN 4-8420-1063-0
- 『新・近代立憲主義を読み直す』（成文堂、2008年）ISBN 4-7923-0448-2
- 『表現権理論』（信山社、2011年）　ISBN 978-4-7972-5853-0
- 『憲法1――国制クラシック（全訂第3版）』（有信堂高文社、2011年）ISBN 4-8420-1068-1
- 『憲法2――基本権クラシック（第4版）』（有信堂高文社、2011年）ISBN 4-8420-1069-X

### 共著
- （樋口陽一・佐藤幸治・高橋和之・戸波江二・竹中勲）『考える憲法』（弘文堂、1988年）ISBN 4-335-35082-1
- （神山敏雄・堀部政男・松本恒雄）『顧客リスト取引をめぐる法的諸問題―DM・テレマーケティングとの関係で』（成文堂、1995年）ISBN 4-7923-1382-1

### 編著
- 『現代立憲主義と司法権――佐藤幸治先生還暦記念』（青林書院、1998年）ISBN 4-4170-1144-3
- 『これでわかる!?憲法』（有信堂高文社、1998年）ISBN 4-8420-1032-0
- 『立憲主義――過去と未来の間 畑博行先生古希記念）』（有信堂高文社、2000年）ISBN 4-8420-1037-1
- 『これでわかる!?憲法（改訂版）』（有信堂高文社、2000年）ISBN 4-8420-1038-X
- 『これでわかる!?憲法（第2版）』（有信堂高文社、2001年）ISBN 4-8420-1040-1
- 『謎解き 日本国憲法』（有信堂高文社、2010年）ISBN 4-8420-1067-3

### 共編著
- （村上武則）『人権の司法的救済』（有信堂高文社、1990年）ISBN 4-8420-1024-X
- （畑博行）『憲法フォーラム（補訂版）』（有信堂高文社、2005年）ISBN 4-8420-1055-X